# Liaqat Ali
Liaqat Ali (* 6. August 1983 in Okara) ist ein pakistanischer Sprinter.

## Sportliche Laufbahn
Erste internationale Erfahrungen sammelte Liaqat Ali im Jahr 2009, als er bei den Militärweltmeisterschaften in Sofia über 100 und 200 Meter bis in das Halbfinale gelangte und dort mit 10,61 s bzw. 21,84 s ausschied. Anschließend startete er dank einer Wildcard bei den Weltmeisterschaften in Berlin über 100 Meter, bei denen er aber mit 10,64 s in der ersten Runde ausschied. Im Jahr darauf nahm er erstmals an den Südasienspielen in Dhaka teil und gewann dort in 10,63 s die Bronzemedaille über 100 Meter hinter dem Sri Lanker Shehan Abeypitiya und Abdul Najeeb Qureshi aus Indien und auch im 200-Meter-Lauf gewann er hinter diesen beiden Athleten in 21,27 s die Bronzemedaille. 2011 wurde er bei den Asienmeisterschaften in Kōbe im Vorlauf über 100 Meter disqualifiziert und erreichte anschließend bei den Militärweltspielen in Rio de Janeiro das Halbfinale, in dem er mit 10,72 s ausschied. Im Jahr darauf erreichte er bei den Hallenasienmeisterschaften in Hangzhou das Halbfinale im 60-Meter-Lauf und schied dort mit 6,99 s aus. Im August nahm er dank einer Wildcard an den Olympischen Spielen in London teil, schied dort aber mit 10,90 s in der Vorausscheidung aus.
2013 belegte er bei den Asienmeisterschaften in Pune in 21,41 s den siebten Platz über 200 Meter, während er im 100-Meter-Lauf mit 10,64 s im Halbfinale ausschied. Daraufhin startete er über 200 Meter bei den Weltmeisterschaften in Moskau, bei denen er mit 21,90 s in der ersten Runde ausschied. Im Jahr darauf nahm erneut an den Hallenasienmeisterschaften in Hangzhou teil, schied diesmal aber mit 6,92 s im Vorlauf aus. 2015 erreichte er dann bei den Asienmeisterschaften in Wuhan über 100 und 200 Meter das Halbfinale und schied dort mit 10,66 s bzw. 21,43 s aus. Anschließend scheiterte er bei den Weltmeisterschaften in Peking über 200 Meter mit 21,55 s in der Vorrunde aus. Anfang Oktober gelangte er bei den Militärweltspielen im südkoreanischen Mungyeong über 100 Meter bis in das Halbfinale und schied dort mit 11,02 s aus, während er über 200 Meter mit 21,87 s im Vorlauf scheiterte. 2016 gewann er dann bei den Südasienspielen in Guwahati in 21,53 s die Bronzemedaille über 200 Meter hinter Vinoj De Silva aus Sri Lanka und Hassan Saaid von den Malediven. Zudem sicherte er sich mit der pakistanischen 4-mal-100-Meter-Staffel in 40,56 s die Silbermedaille hinter dem Team aus Sri Lanka. Im Jahr darauf erreichte er bei den Islamic Solidarity Games in Baku das Halbfinale über 200 Meter, in dem er mit 21,73 s ausschied, während er mit der pakistanischen Stafette disqualifiziert wurde. 2018 nahm er erstmals an den Asienspielen in Jakarta teil und schied dort mit 11,01 s über 100 Meter in der ersten Runde aus und konnte sich auch mit der Staffel in 40,56 s nicht für das Finale qualifizieren.
In den Jahren 2009, von 2011 bis 2013 und 2015 wurde Ali pakistanischer Meister im 100- und 200-Meter-Lauf sowie 2017 und 2018 in der 4-mal-100-Meter-Staffel.

## Persönliche Bestleistungen
- 100 Meter: 10,48 s, 9. Juli 2010 in Karatschi
  - 60 Meter (Halle): 6,92 s, 15. Februar 2014 in Hangzhou
- 200 Meter: 20,92 s, 19. Mai 2012 in Islamabad (pakistanischer Rekord)